# Pandzsáb (Pakisztán)

Pandzsáb Pakisztán közigazgatási térképén

Pandzsáb (pandzsábi: پنجاب; angol: Punjab) Pakisztán legnépesebb tartománya és az ország lakossága többségének otthona. A történelmi Pandzsáb régió nyugati, muszlim többségű felét fedi le, amely Brit India 1947-es felosztásakor szakadt ketté vallási alapon. (A Pandzsáb név szabad fordításban az öt folyó vidékét (Szatledzs, a Bjász, a Ravi, a Csenáb és a Kasmír-völgyön is átfolyó Dzshélam) jelenti. Mindegyik az Indus bal parti mellékfolyója.
A történelmi Pandzsáb keleti fele ma ugyanazon néven India szövetségi államainak egyike.) Bár 1955 és 1972 között formálisan beleolvasztották az egyesült Nyugat-Pakisztán tartományba, lakossági fölénye és az ország hadseregében pandzsábi katonák arányon felüli jelenléte domináns szerephez segítették Pakisztán politikájában a függetlenség óta. Ez egyúttal a kisebbségi tartományokban – és 1971 előtt a többségi, de politikailag messze alulképviselt Kelet-Pakisztánban, amely ma Banglades – gyakran elégedetlenséget és félelmet vont maga után, amely hozzájárul az ország nemzeti egységének vitatottságához. A demokráciához való 2008-as visszatérés óta Pakisztán szövetségi rendszerének legfontosabb szereplője. Főminisztere Chaudhry Pervaiz Elahi, aki a Pakisztáni Muszlim Liga – Quaid-e-Azam Csoport (PML-Q) és a Pakisztáni Igazügyi Mozgalom (PTI) által alkotott koalíciós kormányt vezet.

## Földrajzi adatok
- Területe 205 344 km²,
- Lakossága 100 590 000 fő volt 2015-ben
- Népsűrűsége 490 fő/km²
- Székhelye: Lahor
- Fő beszélt nyelvek: pandzsábi, urdu, saraiki, mewati, potovari és pastu.

## Fordítás
Ez a szócikk részben vagy egészben  a   Punjab, Pakistan című angol Wikipédia-szócikk fordításán alapul.  Az eredeti cikk szerkesztőit annak laptörténete sorolja fel. Ez a jelzés csupán a megfogalmazás eredetét és a szerzői jogokat jelzi, nem szolgál a cikkben szereplő információk forrásmegjelöléseként.